# Ambeláki (Réthymnon)
Ambeláki, en grec moderne : Αμπελάκι, est un village du dème de Réthymnon, en Crète, en Grèce. Selon le recensement de 2011, la population d'Ambeláki compte 111 habitants. Le village est situé à une altitude de 520 m et à 19 km de Réthymnon.

## Recensements de la population
| Recensements | 1881 | 1900 | 1928 | 1940 | 1951 | 1961 | 1971 | 1981 | 1991 | 2001 | 2011 |
| ------------ | ---- | ---- | ---- | ---- | ---- | ---- | ---- | ---- | ---- | ---- | ---- |
| Population   | 232  | 167  | 201  | 243  | 248  | 206  | 145  | 131  | 108  | 111  | 111  |